# Casa di Dante in Roma
La Casa di Dante in Roma è un ente culturale italiano, fondato nel 1913 dal politico Sidney Sonnino. Da allora è impegnato nello studio e nella divulgazione dell'opera e della figura di Dante Alighieri.

## L'edificio

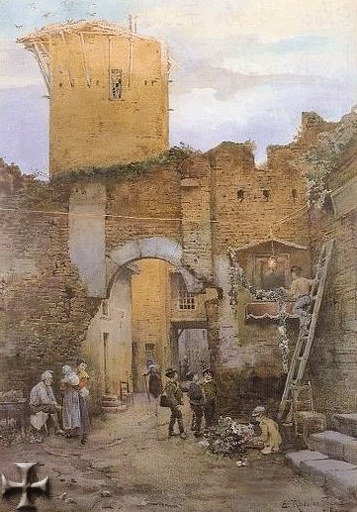
Ettore Roesler Franz, La fortezza degli Anguillara (circa 1880)

Nel luogo dell'attuale piazza Sonnino non esisteva, fino all'arrivo dei Savoia, la testata di Ponte Garibaldi, che fu costruito solo nel 1888. Vi sorgevano invece casupole magari un po' diroccate, ma di antica storia, come si vede nell'acquerello di Roesler Franz. All'inizio dell'Ottocento il complesso di case già degli Anguillara, giunto in proprietà al Conservatorio di Sant'Eufemia, era stato dato in enfiteusi ad un cavalier Forti, e comprendeva, oltre ai resti del palazzetto e alla torre (ultima sopravvissuta tra quelle di Trastevere), "24 abitazioni, tre granari, macello, stalla, grotta e cantina". Sulla torre, i nuovi affittuari avevano allestito un pubblico presepio (in segno di rinascita di quelle mura, forse, o di devozione, o solo per desiderio di popolarità tra i vicini).
La massiccia espansione edilizia che rivoluzionò l'urbanistica della città dopo la proclamazione di Roma capitale del nuovo Regno d'Italia - prevedendo tra l'altro il tracciamento di viale di Trastevere, la costruzione di ponte Garibaldi, i lavori di arginatura del Tevere e l'edificazione, sui lungotevere così creati, di grandi complessi immobiliari destinati alla nuova borghesia - alterò profondamente l'assetto urbanistico storico di quella parte del Trastevere. La cosiddetta "Casa di Dante" è uno dei risultati di queste attività: all'esproprio dell'immobile nel 1887 seguì la riedificazione, piuttosto che restauro, nello stile falso medioevale caro alla retorica umbertina, conclusasi nel 1902.

## L'istituzione
Già dal 1902 il barone Sonnino (al quale, dopo la sua morte nel 1922, fu intitolata la piazza su cui il palazzo si affaccia) ottenne dal Comune di Roma l'uso dell'edificio per attività di Lectura Dantis, allora in gran voga, e di qui nacque nel 1914 l'istituzione culturale.
La Casa di Dante in Roma venne costituita come ente morale nel 1914 con regio decreto del 16 luglio 1914 n. 796 di re Vittorio Emanuele III e dichiarata sotto l'alto patrocinio dalla regina madre Margherita di Savoia, che pose la prima firma delle attività culturali allo scopo di essere l'organo principe in Italia per la promulgazione e il sostegno dell'opera dantesca, con particolare attenzione alla Divina Commedia.
L'istituzione ha ancora sede nel palazzetto degli Anguillara, in piazza Sonnino, 5.

### Composizione
Attualmente è retta da un Consiglio direttivo formato da un Presidente, sei Consiglieri e un Segretario, eletti dall'Assemblea generale dei Soci.
Dopo il senatore Giulio Andreotti, Presidente dal 20 agosto 2010 al 28 febbraio 2012, il cardinale Gianfranco Ravasi, in carica dal 1º marzo 2012 al 13 ottobre del 2016, e Giorgio Napolitano, Presidente dal 13 ottobre 2016 al 22 aprile 2022, la carica di Presidente è dal 22 aprile 2022 tenuta da Marta Cartabia. Il Consigliere Vicepresidente è invece il Professore ed editore Enrico Malato.

### Attività
In più di cento anni di storia, la Casa di Dante in Roma si è imposta come uno dei più prestigiosi e attivi centri di ricerca dantesca in Italia e all'estero, ottemperando con rigore alla missione affidatale dai fondatori, le massime autorità dello Stato e il Comune di Roma, sancita nello Statuto: ha infatti organizzato più di 1400 lecturae Dantis, le celebri conferenze che tra ottobre e aprile vengono tenute la domenica mattina alle ore 11.00 nell'ampio salone della sua sede da esperti dantisti di fama nazionale ed internazionale, i quali leggono e commentano uno dei 100 canti della Commedia oppure approfondiscono temi legati ai problemi generali dell'opera del grande poeta fiorentino, del suo pensiero, della storia del suo tempo, della fortuna del suo poema nella letteratura e nella pittura dei secoli successivi. Le letture sono gratuite ed aperte a tutti, fino ad esaurimento posti.
Dal 1913 ad oggi, alla cattedra della Casa di Dante in Roma si sono succeduti i maggiori dantisti del Novecento: Pasquale Villari, Isidoro Del Lungo, Ernesto Giacomo Parodi, Luigi Pietrobono, Francesco Torraca, Francesco D'Ovidio, Vittorio Rossi, Luigi Valli, Mario Casella, Giuseppe Vandelli, Karl Vossler, Nicola Zingarelli, Manfredi Porena, Natalino Sapegno, Umberto Bosco, Bruno Nardi, Aldo Vallone, Mario Apollonio, Antonino Pagliaro, Gianfranco Folena, Gianfranco Contini, Lanfranco Caretti, Giorgio Petrocchi, Ignazio Baldelli, Maria Corti, e molti altri. Tuttavia, anche grandi figure della cultura italiana, non dantisti “di professione” ma intellettuali di grande rilievo nel panorama letterario e culturale del tempo, hanno voluto l'onore e il piacere di iscrivere il loro nome nei registri dei conferenzieri della Casa di Dante in Roma: tra gli altri, Giuseppe Antonio Borgese, Alfredo Panzini, Giovanni Gentile, Goffredo Bellonci, Enrico Corradini, Carlo Calcaterra, Raffaello Morghen, Filippo Tommaso Marinetti, don Giuseppe De Luca, Riccardo Bacchelli, Ettore Paratore, Giuseppe Petronio, Edoardo Sanguineti, Vittore Branca, Giovanni Getto, Salvatore Battaglia, Bruno Migliorini, Aurelio Roncaglia, Augusto Campana, Scevola Mariotti, Giuseppe Billanovich, Giancarlo Mazzacurati e Giovanni Spadolini.